# Копрно
Копрно је насељено мјесто у Далмацији. Припада општини Унешић у Шибенско-книнској жупанији, Република Хрватска.

## Географија
Копрно се налази око 7 км јужно од Унешића.

## Историја
До територијалне реорганизације у Хрватској насеље се налазило у саставу бивше велике општине Дрниш.

## Становништво
Према попису становништва из 2011. године, насеље Копрно је имало 97 становника.
| Демографија | Демографија | Демографија |
| Година      | Становника  | Становника  |
| ----------- | ----------- | ----------- |
| 1961.       | 414         |             |
| 1971.       | 390         |             |
| 1981.       | 291         |             |
| 1991.       | 193         |             |
| 2001.       | 130         |             |
| 2011.       |             | 97          |